# 菲利普·梅阿耶
菲利普·梅阿耶（法語：Philippe Méaille，法語發音：[filip meaj]，1973年4月27日—），出生于法国昂甘莱班，法国作者和收藏家，于 2016年4月创立蒙索罗城堡-当代艺术博物馆 。 他持有艺术与语言团体在世界范围内最大的作品收藏。

## 经历
菲利普·梅阿耶毕业于蓬图瓦兹的一所高中后，进入巴黎第五大学攻读药学。在巴黎求学期间，他已经开始了艺术收藏活动。从1994年起，他经由画廊经营人埃瑞克·法布（Eric Fabre）联系到了艺术与语言艺术家团体，并在瑞士罗斯柴尔德银行购入了一套他们的作品。这些作品此前是苏黎世艺术经营商布鲁诺·比朔夫贝格的收集，被他在1972年售出。
在我差不多二十岁或是二十一岁的时候，我买入了一件艺术与语言在1965年创作的名为《镜子》的作品，并摆放在我巴黎的公寓里。两到三天之后，我感到非常的悲伤和愚蠢，因为我明白了若是人们让某样作品只供私人欣赏，就相当于强加给它了一种局限性，就像某些处于保密状态的谈话。因此我感到让尽可能多的公众接触到这些藏品是我所负有的责任。
——《未来的私人博物馆》，克里斯提娜·贝西特勒（Cristina Bechtler）访菲利普·梅阿耶，2016。
菲利普·梅阿耶在此后的十五年中继续着他的收藏工作，在两位艺术与语言成员的建议下组建了该艺术团体在世界上最大的作品收藏。

2000年，梅阿耶购入了在蒂耶尔塞的拉拜纳里城堡（Château de la Bainerie）用于展出他的藏品。这是一个前阿让特伊市政夏令营地，场地面积约为4600平方米。 2006年， 梅阿耶在南特美术学院展出了他的部分藏品。 2011年，他宣布自己将800件艺术与语言的藏品出借给巴塞罗那当代艺术馆。 2014年，Jill Silverman van Coenegrachts成为梅阿耶藏品的管理人。 同年，巴塞罗那当代艺术馆组织了艺术与语言团体的大型回顾展，题名《未完成的艺术与语言：菲利普·梅阿耶藏品》。回顾展中的展品均从梅阿耶处借出。
2015年，梅阿耶与曼恩-卢瓦尔省政府签订了关于蒙索罗城堡为期25年的租约。同年，他创立了蒙索罗城堡-当代艺术博物馆，并在那里布设了大约80件作品作为常展。 2017年，梅阿耶决定不再更新与巴塞罗那当代艺术馆的租约，将他的全部藏品移至蒙索罗城堡-当代艺术博物馆展出。对这一决定最主要的影响因素是加泰罗尼亚在政治上的动荡。

## 相关书目
- Silverman van Coenegrachts, Jill. . Paris. 2014. ISBN 978-3-00-047269-5.
- Guerra, Carles. . Barcelona: Museu d'Art Contemporani Barcelona. 2014: 264. ISBN 978-84-92505-52-4.
- Matthew Jesse, Jackson. . Montsoreau: Château de Montsoreau-Museum of contemporary Art. 2018: 176. ISBN 978-2955-791721.
- Chris, Dercon. . Zurich: JRP Ringier. 2018: 214. ISBN 978-3037645208.